# Балльвіль
Балльвіль (нім. Ballwil) — громада  в Швейцарії в кантоні Люцерн, виборчий округ Гохдорф.

## Географія
Громада розташована на відстані близько 70 км на схід від Берна, 12 км на північ від Люцерна.
Балльвіль має площу 8,8 км², з яких на 13,3% дозволяється будівництво (житлове та будівництво доріг), 74,6% використовуються в сільськогосподарських цілях, 11,8% зайнято лісами, 0,3% не є продуктивними (річки, льодовики або гори).

## Демографія
2019 року в громаді мешкало 2710 осіб (+7,4% порівняно з 2010 роком), іноземців було 7,4%. Густота населення становила 309 осіб/км².
За віковим діапазоном населення розподілялося таким чином: 23,6% — особи молодші 20 років, 59,9% — особи у віці 20—64 років, 16,5% — особи у віці 65 років та старші. Було 1101 помешкань (у середньому 2,4 особи в помешканні).
Із загальної кількості 845 працюючих 124 було зайнятих в первинному секторі, 278 — в обробній промисловості, 443 — в галузі послуг.